# Treehouse of Horror XIX
Treehouse of Horror XIX, titulado La casa-árbol del terror XIX en España y La casita del horror XIX en Hispanoamérica, es el cuarto episodio de la vigésima temporada de la serie animada Los Simpson, emitido por primera vez en Estados Unidos el 2 de noviembre de 2008 y el 10 de mayo de 2009 en Hispanoamérica. Fue escrito por Matt Warburton y dirigido por Bob Anderson. Aproximadamente 12,48 millones de espectadores vieron el episodio, un número mayor que cualquier otro episodio desde "The Wife Aquatic", de la decimoctava temporada.

## Sinopsis

### Secuencia de inicio
En la secuencia de inicio, la ciudad de Springfield está vacía y, a la vez, llena de publicidad política. Homer se dirige a votar para las elecciones presidenciales de 2008 en Estados Unidos  pero no puede entrar a la casilla para personas normales por lo cual, usa la de personas discapacitadas (que era más amplia de las otras casillas) y en eso, Homer trata de votar por el candidato demócrata Barack Obama, pero la máquina que registra sus votos lo cambia para otorgárselo al candidato republicano, John McCain. Luego de cinco intentos de votar tratando de votar por Obama y no por McCain, se da cuenta de que la máquina estaba arreglada para desviar los votos a favor de McCain y la máquina lo mata. A lo cual, termina expulsado el cadáver de Homer en el salón y sale Jasper para ponerle el sticker de "I Voted" en su cabeza. Y de por medio sale el título Treehouse of Horror XIX de color azul, blanco y rojo.

### Untitled Robot Parody (Parodia de Robots sin Título)
Mientras realiza las compras a último minuto de Navidad, Bart le compra a Lisa un convertible de la muñeca Stacy Malibu en una tienda de 99 centavos para Navidad, el cual resultó ser un Transformer. El robot transforma todos los aparatos tecnológicos de Springfield en robots para que comiencen una guerra contra sus antiguos rivales los cuales también aparecen, por lo cual se desata una batalla en Springfield. En un intento de detener la pelea, Marge le pregunta a los robots por qué pelean el uno con el otro; cuando lo piensan, se dan cuenta de que no lo saben. Agradeciéndole a Marge, ambos lados deciden trabajar juntos para conquistar la raza humana, usando a los residentes de Springfield como figuras para jugar al Futbolín, idea que provino de Homer.

### How to Get Ahead in Dead-Vertising
- En Latinoamérica: Cómo Progresar con Anuncios de Muertos

- En España: Cómo triunfar en la muerte-cidad

Mientras lleva a Maggie a la guardería, Homer la anima con un póster de Krusty el payaso, pero Krusty aparece para destruir el cartel, ya que en su opinión violaba los derechos de autor, provocando que Maggie llore. Fuera de la guardería, Homer golpea a Krusty por haber hecho llorar a Maggie, haciéndolo volar una larga distancia hasta su aterrizaje en un aserradero, en donde queda reducido a residuos. Homer, luego, es contactado por publicistas (Don Draper y Roger Sterling) que habían escuchado lo que había hecho y le explican que los parecidos a las celebridades muertas podían ser utilizados para publicidad en forma gratuita, ya que no cobrarián uso de su imagen y que hacía un tiempo que ningún famoso quería ser la cara de ciertos productos. Por lo tanto, Homer comienza a matar famosos y suena Psycho Killer, mientras se dedica a matar celebridades tales como George Clooney, Prince, y Neil Armstrong. En el Cielo, Krusty convence a las demás celebridades a descender a la Tierra y a atacar a todos los que se beneficiasen con sus imágenes, entre ellos estaban John Wayne, Edward G. Robinson, George Washington, Abraham Lincoln, y cuando todos salen a atacar a Homer en los caballos aparece John Lennon el exlíder de The Beatles montado en un submarino amarillo (El Yellow Submarine). Ya en la Tierra, los personajes escapados del Cielo comienzan a atacar a los habitantes de Springfield. Golda Meir, por ejemplo, lanza hacia Homer una Estrella de David, la cual, al bajar él la cabeza, impacta en el cabello de Marge, del cual corta una parte. Pasado esto, Krusty termina decapitando a Homer de un disparo. Sin embargo, éste se venga encerrando a los famosos fuera del cielo cuando regresan, mientras que Homer se queda solo con Abraham Lincoln.

### It's the Grand Pumpkin, Milhouse (Es la Gran Calabaza, Milhouse)
Milhouse espera en el huerto de calabazas a la Gran Calabaza en la noche de Halloween, y Lisa lo acompaña porque (según ella) sus anteojos se empañan cuando Milhouse llora, por lo que así aprendería que la Gran Calabaza no existe. Pronto Lisa se va, frustrada, cuando ve que todos en la escuela tienen una fiesta de Noche de Brujas. Usando su convicción infantil, las lágrimas de Milhouse hacen que la Gran Calabaza cobre vida. Sin embargo, la Calabaza se horroriza al encontrar que sus gemelos estaban siendo vaciados para Halloween y hacían pan de calabaza de ellos (El cual él creía que era pan hecho especialmente para calabazas), por lo que clama venganza comiendo a varios ciudadanos de Springfield, incluyendo a Homer, al jardinero Willie, y a Nelson. Dándose cuenta de que Milhouse podía dar vida a los objetos animados creyendo en ellos, Lisa le habla sobre "Tom el pavo", un símbolo del Día de Acción de Gracias, que cobra vida y salva a la ciudad. Sin embargo, cuando el Pavo Tom descubre lo que la gente hace con los pavos en el día de acción de gracias, jura venganza y comienza a comerse a los niños de la ciudad. El episodio termina cuando Marge aparece en el escenario de la escuela sugiriendo a los televidentes que visiten la página oficial de los Simpson mientras toca un trombón para responder.

## Producción
La razón por la cual el último segmento no pudo ser llamado "It's the Great Pumpkin, Milhouse" para ser exactamente igual que su homónimo fue debido a una "gran complicación legal", según el productor ejecutivo Al Jean. Sin embargo, los personajes fueron rediseñados para recordar el estilo de Peanuts, y también obtuvieron el derecho de utilizar la música de Vince Guaraldi. "Untitled Robot Parody" está realizado como una película de acción, al igual que la serie Transformers.  Al Jean dijo que era "muy gracioso hacer transformaciones, y te permitía darte cuenta de por qué habían disfrutado en hacer la película". "How to Get Ahead in Dead-Vertising" incluye una parodia de la secuencia de presentación de Mad Men. Jean era fanático de la serie y fue quien eligió la escena.